# ドラフター

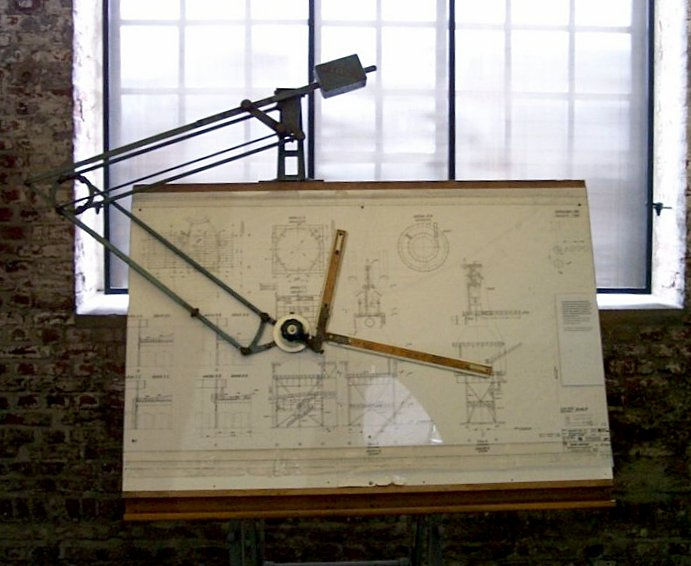
日本でドラフターと呼ばれるものと同じ機能の製図器具と製図台

ドラフターとは、製図用に特化された製図台の一種。
製図板上にT定規、勾配定規、縮尺定規などの製図道具の機能を集約したアームがついている製図台のことを指す。アームに取り付けられた定規自体が縮尺定規になっており、正確な寸法を直接読み取りながら、同時に平行線や垂直線、正確な角度の斜線などが引ける。通常は製図板の高さや傾斜角度が容易に調整できる専用脚に据え付けられており、利用者が楽な姿勢で多様な作図や作線を効率良く作業できるように工夫されている。製図板全体が磁石になっており、傾斜した製図板上に図面の紙を固定するために金属製の薄板（マグネットプレート、ステンレスプレートなど）を使用する。
ドラフターの最大の機能は、透明プラスチックなどでできた幅の広い定規2本が互いに直角に、すなわちL字状に自在アームに取り付けられ、その定規を製図台に貼られた図面上で上下左右の自在な方向へ平行移動できることにある。この平行移動により、図面の任意の位置で正確な平行を保った水平線や垂直線が作図できる。さらに、ドラフターに取り付けられたL字状の定規は、「へ」や「く」の字状など任意の角度に設定できる。設定した角度は、目盛りにより正確に読み取ることができる。角度を変えた定規をそのまま平行移動できるので、任意の角度の正確な平行線を描くことができる。
ドラフター以外で製図のために広く使われた道具としては、T定規や平行定規がある。これらは水平に保った定規を上下に平行移動して製図を行うための道具であるが、任意の角度の線を描くためには三角定規や勾配定規を同時に利用しなければならない点で不便である。ただし、水平線や垂直線を描くことが多い建築設計では、一気に長い線を描くことができる平行定規を好んで使用する者もあった。一方で、複雑な角度の線を描くことが多い機械設計や土木設計では、ドラフターを使用することが多かった。
ドラフターは、1990年代前半ごろまでは実務と教育において製図に広く利用された。その後、実務ではCADによる製図が主流となり、ほとんど使われなくなった。今日の教育分野においては、工業高校、大学の工学部・建築学部などで、製図の初学者教育のためにドラフターが使われている。しかし、そのような教育機関においても、ドラフターを新規購入して古いドラフターを入れ替えるようなことは少なくなってきている。

## 歴史
1953年に日本の株式会社武藤目盛彫刻（1959年、商号を武藤工業株式会社に変更）が国内で初めて製作、販売を開始。“ドラフター”という名称は同社の登録商標である。販売開始から、瞬く間に、世界中の設計者に愛用されるようになった。最も生産が多かった1974年と1982年は武藤工業だけで年間13万台が生産されたが、CADソフトの普及などから生産数が減少。2001年には武藤工業も生産を子会社に移管。近年の生産台数は年間5000台。
同社は、その後、手動式のドラフターの製作に留まらず、プロッタやCADなどの製作に着手し有力メーカーとなっている。